# Ilyàsida
Ilyàsida (persa Al-e Elyas) fou una dinastia musulmana de Kirman (Califat Abbàssida) del segle x.
El fundador fou Abu Ali Muhammad ibn Ilyas, d'origen probablement sogdià, o la família posseïa terres. Va iniciar la seva carrera a l'exèrcit del samànida Nasr II ben Ahmad (914-943) però per alguna malifeta fou empresonat a Bukharà. Fou alliberat sota influència del visir Abu l-Fadl Muhammad al-Balami el 929. Si havia estat embolicat amb la revolta dels tres germans contra Nasr II no se sap, però després del seu alliberament fou lleial a un dels tres, Yahya, que al cap d'un temps va dominar Nixapur, però Nasr II va recuperar la ciutat (932) i Abu Ali va haver de fugir al Kirman.
Des del 913/914 els abbàssides havien pogut restaurar el seu domini sobre Fars, Kirman i Sistan, i fou nomenat governador l'esclau del califa al-Muktadir, Yakut ibn al-Layth el 927; llavors fou el moment del daylamita Mardawidj ibn Ziyar, i derivats d'aquests els germans buwàyhides Ali (conegut més tard com Imad al-Dawla), Hasan (conegut després com a Rukn-ad-Dawla) i Ahmad (posteriorment Muïzz-ad-Dawla) van fer perdre al califa el control de les províncies del sud de Pèrsia. El 934 el governador Yakut va perdre la seva capital, Siraz, davant els buwàyhides i aprofitant aquest buit de poder Abu Ali Muhammad ibn Ilyas va prendre el poder al Kirman (933) on havia arribat poc abans, i on encara conservava els seus soldats, però en fou expulsat pel daylamita Maqan ibn Kaki (934). El territori fou tot seguit objecte de disputa entre Ibn Ilyas, el buwàyhida Muizz al-Dawla (que venia de l'oest amb el suport d'Imad al-Dawla ara senyor al Fars) i el governador samànida designat Abu Ali Ibrahim ibn Simdjur. La lluita fou molt confusa i Abu Ali Muhammad ibn Ilyas es va haver de refugiar al Sistan on s'havia fet fort Yakub ibn al-Layth, i Abu Ali Ibrahim ibn Simdjur va haver de retornar cap al Khurasan, establint-se al Kirman el poder buwàyhida, que va haver de lluitar llavors contra els ferotges muntanyesos del país, els qofs o kufečis i els balutxis (936-937).
En els següents anys no se sap ben bé què va passar al Kirman que seguia reclamat per samànides i buwàyhides mentre Ibn Ilyas no renunciava a fer-lo seu. Aquest darrer va retornar a Kirman en una data desconeguda, potser vers el 938, va refermar el seu domini expulsant als buwàyhides (de fet aquests s'havien retirat cap al Khuzistan), i va reconèixer la sobirania nominal samànida el que li va eliminar almenys un enemic. El 959/960 va rebre la insígnia d'emir directament del califa al-Muti. L'estat d'Abu Ali Muhammad ibn Ilyas era un territori on les forces al poder es dedicaven a l'espoliació de viatgers i comerciants, atacant les caravanes que creuaven Kirman, aliats als qofs o kufečis i els balutxis, que ja des d'abans terroritzaven al que havien de viatjar per la zona; no obstant també cal dir que Abu Ali Muhammad ibn Ilyas va construir diversos edificis i institucions de caritat a la ciutat de Kirman incloent una nova mesquita i la ciutadella, i va fer construccions també a altres ciutats i pobles de la província. Va emetre moneda (només es coneix un únic exemplar datat el 945/946). La capital va passar de Siradjan, a la part occidental (que havia estat la vila principal des de l'inici del domini musulmà) a Bardasir o Gwardasir (després Kirman ciutat), més a l'est, segurament en prevenció d'un atac buwàyhida.
El seu regnat va durar uns trenta anys i es va acabar en data desconeguda abans del 967 quan fou afectat per una paràlisi i va haver de dividir el poder entre els seus tres fills: Ilyasa (comandant de l'exèrcit i hereu designat o wali al-ahd), Ilyas i Sulayman. Ilyas que tenia una posició subordinada ho va acceptar però Sulayman no va estar conforme i es va revoltar, sent però ràpidament derrotat, fugint cap al Khurasan. El comportament arbitrari fou la causa al·legada per Ilyasa per exigir l'abdicació del seu pare, que va haver de sortir de Kirman cap al Khurasan emportant-se el seu tresor; es va establir a la cort del seu sobirà nominal Mansur I ibn Nuh (961-976) a Bukharà. Allí es va recuperar de la seva paràlisi i va esdevenir un dels "fidels" del sobirà samànida però va morir el 968.
Ilyasa no va resistir gaire al gran buwàyhida Àdud-ad-Dawla que el 967 havia conquerit Oman i volia dominar tots els territoris buwàyhides. Àdud-ad-Dawla va subornar a una part de les tropes daylamites i turques d'Ilyasa i va envair el Kirman (968). Ilyasa va fugir a la cort samànida (probablement el seu pare ja havia mort) i després a la cort del xa de Coràsmia on va morir el 969. Kirman va passar a Àdud-ad-Dawla i va restar en mans dels buwàyhides per vuitanta anys (968-1048). Àdud-ad-Dawla va nomenar com a governador al seu fill Shirdil (conegut després com a Xàraf-ad-Dawla).
El 969/970 Sulayman ibn Muhammad ibn Ilyas (ajudat per un altre parent de nom Husayn) va envair Kirman des del Khurasan amb una força no gaire important posada al seu servei pels samànides, i va intentar aixecar als qofs o kufečis i els balutxis, cosa que en part va aconseguir però va morir en batalla. El 974/975 va envair la província un ilyàsida de nom Muhammad ibn Ilyas, probablement fill d'Ilyas ibn Muhammad ibn Ilyas, i es va posar al front d'una revolta dels pobles muntanyesos del sud de Kirman i de la regió de Makran contra els buwàyhides aprofitant els conflictes d'Àdud-ad-Dawla a Iraq i Oman, però finalment fou capturat a Djiroft i segurament fou executat, ja que no torna a ser esmentat.